# John Stewart McLennan
Pour les articles homonymes, voir McLennan.
John Stewart McLennan  (5 novembre 1853-15 septembre 1939) est un éditeur et homme politique canadien. Il siège comme sénateur conservateur de la division Sydney de la Nouvelle-Écosse de 1916 à 1939.

## Biographie
Né à Montréal au Québec, il est le fils d'Hugh McLennan et d'Isabella Stewart et petit-fils de Neil Stewart. Étudiant à l'Université McGill et à l'Université Concordia, il aménage après à Sydney en Nouvelle-Écosse. En 1904, il fait l'acquisition du Sydney Post (plus tard Post-Record). Il travaille ensuite en tant que directeur de la Dominion Steel and Coal Corporation et de la Dominion Coal Company. En 1918, il publie à titre d'auteur Louisbourg, from its foundation to its fall, 1713-1758.
Nommé au Sénat du Canada par le premier ministre Robert Borden en novembre 1916, il siège jusqu'à son décès en septembre 1939.